# Giiči Tanaka
Giiči Tanaka (japonsky: 田中 義一; 22. června 1864 Hagi – 29. září 1929 Tokio) byl japonský generál a politik, premiér Japonska v letech 1927–1929. Zastával též funkce ministra obrany (1918–1921, 1923–1924), ministra vnitra (1928), ministra zahraničních věcí (1927–1929) a ministra kolonií (1929). Byl představitelem konzervativní strany Rikken Seijúkai, kterou jejímž předsedou byl v letech 1925–1929.

## Život
Narodil se v samurajské rodině. Ve věku 13 let se zúčastnil povstání bývalých samurajů proti režimu Meidži. Od útlého věku se zajímal o politiku, působil ve vesnickém zastupitelstvu a jako učitel na základní škole. Ve věku 20 let vstoupil do japonské císařské armády. Vystudoval Japonskou císařskou vojenskou akademii a Vojenskou válečnou akademii. Jako nižší důstojník se zúčastnil první čínsko-japonské války. Po jejím skončení, roku 1898, byl jmenován vojenským atašé v Moskvě a Petrohradu. Byl v Rusku ve stejné době jako Hirose Takeo z japonského císařského námořnictva, s nímž se stali blízkými přáteli. Naučil se plynně rusky a podle některých konvertoval k pravoslaví. Jako jeden z mála ruských expertů v armádě byl neocenitelným zdrojem informací pro armádní plánovače během rusko-japonské války. Sloužil jako pobočník generála Gentaró Kodama v Mandžusku.
V roce 1906 pomohl navrhnout obranný plán, který byl tak vysoce ceněn generálním štábem, že fungoval jako základní armádní strategie až do první světové války. V roce 1909 založil Asociaci veteránů. V roce 1911 byl povýšen na generálmajora a byl jmenován ředitelem Úřadu pro vojenské záležitosti na ministerstvu obrany. Zde doporučil rozšíření stálé armády o další dvě pěší divize. V roce 1918 se stal ministrem obrany. Patřil k nehalasnějším podporovatelům vojenské intervence proti ruským bolševikům, k níž ostatní politiky přesvědčil poté, co se k intervenci odhodlali i západní mocnosti (sám Tanaka ovšem snil o japonském ovládnutí Sibiře a podle toho také tajně dimenzoval počty japonských vojáků v expedici). V roce 1920 byl povýšen na generála a získal titul barona (danšaku). Ve funkci ministra byl silně kritizován za půjčky poskytnuté spřáteleným warlordům v Číně a za podporu některých kontroverzních bělogvardějských postav v Rusku. Poté, co utrpěl záchvat anginy pectoris, Tanaka rezignoval na všechny funkce a stáhl se do svého letního sídla v Oiso v Kanagawě.
Vrátil se zpět do politiky roku 1923, kdy byl znovu jmenován ministrem obrany. Po odchodu z armády mu byl v roce 1925 nabídnut post předsedy politické strany Rikken Seijúkai (s kontroverzní "pobídkou" ve výši 3 milionů jenů). V lednu 1926 se stal členem Sněmovny šlechticů. V době svého odchodu do důchodu měl být povýšen do hodnosti polního maršála, avšak když se ministerstvo obrany dostalo k informaci o třímilionovém bonusu za přijetí funkce předsedy strany, bylo plánované povýšení zrušeno.
V roce 1927 se stal premiérem a současně působil jako ministr zahraničních věcí. Později si přibral ještě post ministra vnitra a koloniálních záležitostí. Pokoušel se potlačovat komunismus a nechal zatknout mnoho lidí podezřelých ze sympatií ke komunismu (s tím byly spjaty incident z 15. března 1928 a incident z 19. dubna 1929).
V zahraniční politice platil Tanaka za jestřába a neváhal užívat vojenskou sílu. Otevřeně prosazoval "politiku oddělení Mandžuska a Vnitřního Mongolska", tedy rozbití územní integrity Číny. Při třech různých příležitostech v letech 1927 a 1928 vyslal vojáky do provincie Šan-tung, aby zastavili Čankajškův severní pochod, tedy sjednocení Číny pod vládou Kuomintangu.
Tanaka měl poměrně blízko k ultranacionalistům a militaristům, avšak tyto síly ho přeci jen zaskočily. V roce 1928 machinace ultranacionalistických tajných společností uvnitř Kuantungské armády vyústily v atentát na mandžuského válečníka Čang Cuo-lina a neúspěšný pokus o obsazení Mandžuska. Tanaka byl spiknutím zaskočen a trval na tom, že strůjci by měli být postaveni před vojenský soud. Vojenský establishment však trval na ututlání faktů o incidentu. Neschopen tuto situaci řešit a po kritice dokonce i od císaře Hirohita, Tanaka podal 2. července 1929 demisi. Krátce po ní zemřel. Situace byla jasným signálem, že japonští politici ztrácejí kontrolu nad armádou, a že militarističtí radikálové v armádě nerespektují již ani své přirozené spojence na politické scéně, tedy konzervativní politiky.
V roce 1929 čínská propaganda (filmová série Proč bojujeme) obvinila Tanaku z vypracování plánu dobytí Číny ("Tanakův pamětní spis"). Údajně předložil plán císaři již v roce 1927. Teorii v 50. letech podpořil ve své knize tchaj-wanský obchodník Tsai Chih-Kan, který tvrdil, že osobně okopíroval "Plán" z Císařské knihovny v noci 20. června 1928 při tajné akci za pomoci několika předních předválečných japonských politiků a důstojníků, kteří byli v opozici vůči Tanakovi. Dnes většina historiků považuje tento dokument za padělek. Síly, které plánovaly imperialistickou expanzi, v Japonsku existovaly a konspirovaly, ale demokratická politika na ně neměla vliv a byla jimi naopak smrtelně ohrožena.